# Rio Ponta Grossa
O rio Ponta Grossa é um curso de água do estado do Paraná.